# Казарь (Рязанская область)
Казарь — село в Рязанском районе Рязанской области России.

## Население
| 1859 | 1897  | 1906  | 2010 |
| ---- | ----- | ----- | ---- |
| 1452 | ↗1506 | ↗2008 | ↘51  |

## История
Казарь упоминается под 1147 в Никоновской (Патриаршей) летописи. Текст повествует, что были «чудеса и исцеления многи» от чудотворного образа иконы Параскевы Пятницы, бывшие в граде Рязани в Казари. Городище древнерусского града находится на мысу восточного берега озера Валтусова (старицы Оки). Было обследовано В. А. Городцовым, В. И. Зубковым, А. Л. Монгайтом. Культурный слой содержит отложения эпохи железного века (городецкая культура), середины — второй половины I тысячелетия н. э. и древнерусского (XII—XV веков) времени. Первоначальные укрепления были перестроены в XII веке. Обнаружены остатки наземного жилища с глинобитной печью, обломки стеклянных браслетов, шиферные пряслица, куски шлака, обрезки медных поделок и множество гончарной керамики. В 1 км от городища на юго-западной окраине села зафиксированы обширные древнерусские селища.
В XIX веке Казарь — крупное село, располагающееся в 25-30 км к востоку от Рязани, по Спасской дороге. По данным «Списка населённых мест Рязанской губернии», вышедшего в Петербурге в 1862 г., казённое село Казарь (№ 269) при озере Казарском располагалось в 3-м стане Рязанского уезда в 25 верстах от г. Рязани и насчитывало 169 дворов (723 души мужского пола и 729 — женского).

## Владельцы села Казарь (XVII—XVIIIвв.)
- 1-я четверть XVII в. Барятинский Фёдор Петрович, воевода
- 1629 Тургенев Иван Юрьевич
- 1629 Шипов Лев Фролов
- 1629—1646 Грязев Минай Кирилович
- 1629—1646 Булыгин Роман Степанович
- 1629—1646 Ладыженский Михаил Семёнович
- 1678 Вердеревские, Фёдор и Василий Петровичи
- 1678 Беклемишев Иван Матвеев
- 1678 Вяземский Михаил Иванович, стольник
- 1678 Грязев Антип Андреев
- 1678 Грязев Богдан Васильев
- 1678 Измайлов Пётр Тимофеевич, стольник
- 1678 Мусин-Пушкин Иван Алексеевич, стольник
- 1720 Грязев Матвей Михайлович
- 1720 Гагарин Юрий Иванович
- 1720 Волконский Александр Дмитриевич
- 1720 Троицкий монастырь
- 1727—1735 Волконский Андрей Дмитриевич
- 1727—1745 Грязев Андрей Матвеевич
- 1727—1731 Толстой Иван Васильевич
- 1730—1735 Норов Алексей Андреевич
- 1730—1735 Полуехтов Иван Иванович
- 1733—1735 Иванов Никита Нестерович
- 1744 Измайлов Лев Фёдорович, капитан-поручик л.-гв. Измайловского полка
- 1745 Волконский Дмитрий Андреевич
- 1766 Василий Владимирович Грушецкий, лейб-гвардии Семеновского полка сержант[5] (позже генерал-поручик, действительный тайный советник, сенатор)

## Достопримечательности
Церковь Успения Пресвятой Богородицы впервые упоминается в окладных книгах 1676 года, в приходе которой находилась и соседняя деревня Муромино. С построением в Мурмино в 1725 году храма во имя Святой Живоначальной Троицы Мурмино и соседней деревни Семкино получили самостоятельный приход. В 1744 году по просьбе помещика, капитана лейб-гвардии Измайловского полка Льва Федоровича Измайлова, была поправлена кровля на церкви. А в 1818 году полковником Щегловым, новым хозяином села Казарь, был воздвигнут новый каменный храм с тем же именованием.
Историческая справка:
Каменная Успенская церковь в селе Казарь была построена в 1818 году стараниями и на средства полковника Федора Михайловича Щеглова, после его смерти содержалась статским советником Герасимом Григорьевичем Камневым.
В 1912 году 15 октября была освящена пристроенная трапезная с двумя приделами: во имя трёх Святителей и Святителя Николая Чудотворца. Церковь была крыта железом, крепкая. Колокольня была трёхъярусная, каменная, крепкая, построена в 1909 году.
На 1915 год престолов в церкви было три: в настоящей во имя Успения Пресвятой Богородицы — холодная; в трапезной теплой с южной стороны во имя трёх Святителей и с северной стороны во имя Святителя Николая Чудотворца. В трапезной устроено было водяное отопление.
Приписных к церкви часовен не было. Имелась весьма древняя деревянная, кладбищенская церковь, построенная в XII веке, в которой в 1915 году проводился ремонт.
В приходе имелась земская четырёхштатная школа, в которой в 1915 году обучалось 119 мальчиков и 102 девочки. Церковно-приходской школы не было. С 1871 года законоучителем в Казарской земской школе состоял местный священник Григорий Тимофеевич Молчанов.
Протоколом заседания Оргкомитета Президиума Верховного Совета РСФСР по Рязанской области от 21.06.1939 года было принято решение о закрытии церкви в с. Казарь Рязанского района.